# 見逃してくれよ!
「見逃してくれよ!」（みのがしてくれよ）は、小泉今日子が1990年3月1日に ビクター音楽産業からリリースした29枚目のシングル。

## 解説
クノール「いいじゃんキャンペーン」イメージソング。
同曲の8cmCD録音時と、小泉の歌番組披露時とのイントロ・間奏（2番目と3番目）・アウトロ部分の各演奏が、それぞれ大きく異なっている。
小泉が歌唱の際、2・3番目の間奏部では「いいじゃん!」と3回連呼し、さらに小泉自身が尻叩きするパフォーマンスを見せていた。

## チャート成績
オリコンチャート1位を獲得した。

## 再発盤
1991年11月21日、「GOOD MORNING-CALL」との2曲入り8センチCDにて再発。

## 収録曲

### 見逃してくれよ!

#### 8センチCD
1. 見逃してくれよ!
  - 作詞:活発委員会／作曲:加藤英彦／編曲:福田裕彦
2. クノール「カップスープ」名作CMスーパーリミックス
3. 見逃してくれよ!（オリジナル・カラオケ）
4. Making Of クノール「カップスープ」名作CMスーパーリミックス
  - 作詞:活発委員会・小泉今日子／作曲:見岳章・小室哲哉／編曲:見岳章
    - デカパンチョ（Back Tracks）
    - ヴィシソワーズ（Back Tracks）
    - Good Morning-Call（Back Tracks）
    - デカパンチョ（Voice）

#### コンパクトカセット

##### SIDE A
1. 見逃してくれよ!
2. クノール「カップスープ」名作CMスーパーリミックス

##### SIDE B
1. 見逃してくれよ!（オリジナル・カラオケ）
2. Making Of クノール「カップスープ」名作CMスーパーリミックス

### 見逃してくれよ!／GOOD MORNING-CALL
1. 見逃してくれよ!
2. GOOD MORNING-CALL
3. 見逃してくれよ!（オリジナル・カラオケ）
4. GOOD MORNING-CALL（オリジナル・カラオケ）